# الصين جينماو
مجموعة الصين جينماو (بالإنجليزية: China Jinmao Holdings Group Limited)‏، وهي شركة تابعة لشركة سينوكيم المملوكة للدولة، في مجال التطوير العقاري في شنغهاي وبكين وتشوهاي. تم تأسيسها ويقع مقرها الرئيسي في هونغ كونغ، ولكن أعمالها تتم بشكل رئيسي في البر الرئيسي للصين.
تم إدراجها في بورصة هونغ كونغ في 17 أغسطس 2007. وانضمت إلى مؤشر أسهم الشركات التابعة لشركة هانغ سينغ الصين (الشريحة الحمراء) في 10 مارس 2008.